# 九世同堂
九世同堂是一处歙县文物保护单位，位于安徽省黄山市歙县北岸镇瞻淇村老虎巷最深处，建于清光绪二十七年（1901年），占地1000多平方米。主人汪姓在苏州开米店致富，委托管家回乡，建成主仆两宅。院落随地形逐步升高。门罩上有“九世同堂”砖雕，采用透雕手法，极为精美。